# Kenyoniscus paradoxus
Kenyoniscus paradoxus is een pissebed uit de familie Eubelidae. De wetenschappelijke naam van de soort is voor het eerst geldig gepubliceerd in 1974 door Schmoelzer.